# Miconia acunae
Miconia acunae är en tvåhjärtbladig växtart som beskrevs av Attila L. Borhidi. Miconia acunae ingår i släktet Miconia och familjen Melastomataceae. Inga underarter finns listade i Catalogue of Life.